# Piastów
Piastów ist eine Stadt sowie Sitz der gleichnamigen Stadtgemeinde im Powiat Pruszkowski der Woiwodschaft Masowien, Polen. Sie ist ein Vorort von der Hauptstadt Polens Warschau und liegt ungefähr 13 Kilometer von Warschaus Zentrum entfernt.

## Persönlichkeiten
- Tadeusz Iwiński (* 1944), polnischer Politiker